# Misilmeri
Misilmeri é uma comuna italiana da região da Sicília, província de Palermo, com cerca de 22.950 habitantes. Estende-se por uma área de 69 km², tendo uma densidade populacional de 333 hab/km². Faz fronteira com Bagheria, Belmonte Mezzagno, Bolognetta, Casteldaccia, Ficarazzi, Marineo, Palermo, Santa Cristina Gela, Santa Flavia, Villabate.

## Demografia
| Variação demográfica do município entre 1861 e 2011                               |
|                                                                                   |
| Fonte: Istituto Nazionale di Statistica (ISTAT) - Elaboração gráfica da Wikipedia |